# Konversationshefte (Beethoven)
Die Konversationshefte Ludwig van Beethovens waren für den früh ertaubten Komponisten ab 1818 ein Kommunikationsmedium.

## Bestand und Überlieferung
Die sogenannten Konversationshefte Beethovens beinhalten zu einem Gutteil die Gesprächsbeiträge und Informationen, die ihm seine Gesprächspartner schriftlich mitteilten. Da Beethoven zumeist mündlich antwortete, enthalten sie nur ausnahmsweise auch Gesprächsbeiträge von Beethovens eigener Hand, etwa wenn er befürchtete belauscht zu werden, oder er sich mit einem anderen Gehörlosen unterhielt. Allerdings benutzte Beethoven die Hefte gelegentlich auch als Notizbuch. Die Hefte, von denen laut Alexander Wheelock Thayer ursprünglich rund 400 existiert haben sollen, sind nur zu einem geringeren Teil überliefert und enthalten eine Reihe von nachträglich gefälschten Eintragungen aus der Feder seines Adlatus Anton Schindler (1795–1864). Das genaue Ausmaß von Schindlers Eingriffen ist allerdings umstritten. Den Großteil der erhaltenen Originalhefte verwahrt die Musikabteilung der Staatsbibliothek zu Berlin, zwei Hefte befinden sich im Bonner Beethoven-Haus.

## Erschließung und Publikation
Die Biographen Beethovens und die Musikforscher haben sich schon früh für die 139 bekannten Hefte interessiert, so zu Beginn des 20. Jahrhunderts etwa der Herausgeber von Beethovens Korrespondenzen, Alfred Christlieb Kalischer. Schon Ende der 1920er Jahre fasste Ludwig Schiedermair den Entschluss, eine Gesamtausgabe der Konversationshefte herauszubringen. Nach 1945 wurden die Hefte zeitweilig durch den Antiquar und zeitweilig in der Berliner Staatsbibliothek tätigen Bibliothekar Joachim Krüger-Riebow veruntreut und – zur Tarnung anderer Machenschaften – vorübergehend nach Bonn (an das Beethoven-Haus) übermittelt.
Der Editionsplan wurde dann erst durch die Preußische Staatsbibliothek ausgeführt, ein Projekt, das durch die spätere Deutsche Staatsbibliothek in Berlin (DDR) fortgesetzt und abgeschlossen wurde.
Zwischen 1972 und 2001 sind die von Schindler aus Beethovens Nachlass überlieferten Hefte in elf Bänden erschienen. Ein Registerband, der als Nachtrag auch die Edition von verstreut überlieferten Einzelblättern enthalten soll, befindet sich in Vorbereitung.

## Ausgaben
- Alfred Christlieb Kalischer: Ein Konversationsheft von Ludwig van Beethoven: Zum ersten Male vollständig mitgeteilt und erläutert. In: Die Musik, Jg. 5.1 (1905/1906), Heft 4, S. 238–249 (Textarchiv – Internet Archive), Heft 5, S. 307–318 (Textarchiv – Internet Archive), Heft 6, S. 404–412 (Textarchiv – Internet Archive), Heft 8, S. 100–108
- Ludwig van Beethovens Konversationshefte. Im Auftrag der Preußischen Staatsbibliothek herausgegeben von Georg Schünemann. 3 Bände (mehr nicht erschienen). Max Hesse, Berlin 1941–1943
- Karl-Heinz Köhler, Grita Herre und Dagmar Beck (Hrsg.): Ludwig van Beethovens Konversationshefte, Leipzig 1968 ff. DNB 550845925